# Leon Hayward (hockey sur gazon)
Pour les articles homonymes, voir Hayward.
Leon Hayward est un joueur de hockey sur gazon néo-zélandais (australien de 2014 à 2015) évoluant au poste de gardien de but au Hauraki Mavericks et avec l'équipe nationale néo-zélandaise.

## Biographie
- Naissance le 23 avril 1990 à Darwin, en Australie[2].
- Frère ainé de Jeremy Hayward, international australien.

## Carrière

### Nouvelle-Zélande
Il a été appelé en équipe nationale première en 2020 pour concourir aux Jeux olympiques d'été à Tokyo, au Japon.

## Palmarès

### Australie
- : 2e à la Sultan Azlan Shah Cup en 2015
- : 3e à la Coupe du monde U21 en 2009